# パワプロクンポケット9
『パワプロクンポケット9』は、2006年12月7日にコナミデジタルエンタテインメントから発売されたニンテンドーDS用の野球ゲームソフトである。パワプロクンポケットシリーズのひとつ。キャッチコピーは「こんなゲームがあったのか!!」。

## 概要
パワポケシリーズ本編第9弾とDS版2作目。野球部分の更なる改良が行われている。当初はイベントでの配布用に作られたミニサクセス（詳細は後述）が収録されている。また、外伝作パワポケダッシュで採用されていたカード野球が今作にも導入されている。その関係で従来の野球モードとの区別をつけるため、これまでの野球モードはアクション野球という名称になった。
DS振動カートリッジに対応し、作成した選手を登録できる人数が増加。さらにウグイスコールを設定できるなど、細かい部分の改良がなされている。
今回作成した選手は『実況パワフルメジャーリーグ2wii』にパスワードを使うことで登録できる。しかし『実況パワフルプロ野球Wii』への移動は不可能となっている。

## 『9』での主な新要素・変更点
野球モードが変更
『8』まで通常の野球モードは「アクション野球」に改称され、ダッシュで使われた野球モード「カード野球」も登場した。
アクション野球
試合のオプション設定に以下の項目が追加された。初心者でも守備を快適に行えるようにするためのものが多い。
かけ声
打球判断を補助する機能で、打者が打った瞬間どの守備位置に打球が飛んでいくかが表示される。このシステムは後にパワプロシリーズでも採用される。
落下表示（リング）
落下地点に表示されるリングの大きさで打球が落ちてくるまでの時間を把握できる。
打球（バンザイ）
打球が通常よりも飛びやすくなり、打撃戦を楽しむことができる。もともと開発時のホームランチェックの為に使われていたが、爽快感があるという事で採用された。しかし、『パワポケ11』からこのシステムが廃止された。
その他の変更
ミートカーソルの形をパワポケ甲子園と同じ楕円に変更、守備時のアングルが引き気味になり守備がしやすくなる、ストライクゾーンが若干小さくなるなどの変更がされた。

カード野球
ルールや形式はダッシュに準じているが、DSになり2画面表示とタッチ操作機能が追加されて、ルーレットで表示される結果内容がなどが見やすく改良されている。が、ダッシュにあったサクセス中のみの演出面と特定の場面になると能力などが変化する場面などはなくなっている。
アクション野球と同様に通信対戦可能で、遊べるのは表サクセスで「カード野球」を選んだ時と野球モードの2つのみであり、カード野球でペナント・俺ペナを遊ぶことはできない。
本作品以降『12』まで搭載され、『13』は未搭載。『14』で再登場したがシステムを一新しており、ほぼ別物になっている。
サクセス
表サクセス
- サクセスのキャラメイク時に自動で名前をつける命名機能が追加された。
- 表サクセスでは難易度の選択、試合時のアクション野球とカード野球のどちらでプレイするかの選択、アクション野球のオプションに落下地点表示がリングになったこととかけ声が表示されるようになったことで守備面がやりやすくなる、試合開始前に能力アップの実行などの試合準備が出来るようになったなど、シリーズ初心者や従来の野球が苦手なプレイヤーへの配慮がなされている。
- 投手なら最初に変化球の方向を選べ、球種はランダムでその方向のレベル1の変化球を覚えられる（直球を選んだ場合は球速が上がる）。また、前作では上画面がデータの表示で下画面がメインであったが、それが上下逆になっている。
- 今作からオリジナル変化球を取得すれば、能力アップでいつでも改良が出来るようになった。ただし、改良される変化球のパラメータはランダムで2つが強化で1つが弱化するので、パラメータが満タンの項目が選ばれた時は場合によっては弱化されるだけになってしまう。

ミニサクセス
サクセスモードの一つ。詳細は後述。ソフトを持っていない人に向けて、本サクセスのみを配信することが可能。1度に最大4人まで配信でき、配信されたゲームは最後まで遊ぶことができる。配信機能は最初から選べるが、サクセス自体をプレイするには裏サクセスと同様にパワポケPを5P消費して購入する必要がある。
俺のペナント
今作からは評価系統のパラメータの廃止、それに伴いイベントが無くなり試合と能力アップのみ行えばよいというシンプルなものになった。その代わり『今月の課題』というシステムが導入されている。毎月野球の成績についての課題が出され、それをクリアすると年俸と経験値がボーナスとしてもらえるというものである。
前作は期間が1年間だけであったが、今作では1年目の間に1億円を稼げば2年目もプレイすることができる。なお、プレイして満足したり長くてやりづらいプレイヤーなどに向けて、いつでもプレイを終了できるコマンドが追加され、育成を切り上げて終了することができるようになったが、これまで貯めた年俸に変換されないので、変換したい場合は最後までプレイするか、2年目に行かずに終了するしかない。
その他
- 容量が増えたことで、選手データを登録できる人数が60人から128人まで可能になり、大量の選手を登録できるようになった。
- 選手パラメータのエラー率の名前が耐エラーに変更され、A～Gランク表示されるようになった。
- これまで投手のパラメータは野手の能力と一緒に表示されていたが、野手能力と投手能力と別々に表示するようになった。
- 新しい特殊能力が追加された。
- アクション野球のメインポジションではない時やサブポジションの守備時、エラー発生率に影響するようになった。
- オリジナル変化球にスピード、キレ、ノビ、タテ変化、ヨコ変化の増減のパラメータが表示されるようになった。また、名前も表示されるようになった。
- 表サクセス中やパワポケPのモードで購入できる項目にウグイス設定が追加。これにより、前作ではウグイスで作成した選手の名前がコールされなかったが、ウグイス設定をすることでコールされるようになった。
- 携帯ゲーム機作品『あつまれ!パワプロクンのDS甲子園』で作成した選手のパスワードに対応している（パワポケシリーズ作品以外のパスワードに対応したのはシリーズ初）。この作品は『パワポケ甲子園』の実質的な続編ため、一部特殊能力や基本能力、サブポジでパスワード登録しても反映されないものがある。

## 収録ミニゲーム
今作は6種類のミニゲームが遊べる。
穴蟲
虫を退治しながら岩を動かして入り口を全部閉ざすとクリアになるゲーム。ボス戦はボスを倒すとクリア。サクセス中は1コースだけでクリアとなる。単独ではコースをひたすら進んで、ボス戦でボスを倒すとクリアとなる。難しさにより、コースと強さが変化する。コース内ではアイテムがあり、ケーキを取るとXボタンで配置して、配置したケーキは虫達が移動して食べると倒せる。ダメージを受けると時間が減っていき、時計を取れば回復する。
ダチョウでだだだダンダンダン!
3Dコースでダチョウを操作してダチョウを捕まえていくゲーム。ダチョウを10匹捕まえるとクリア。難しさにより、背景とスピードが変化する。障害物を配置していく椿がいる。障害物に当たるとロスになる。
夕日に向かってパンチDEポンチ
相手を倒していく大乱闘の格闘ゲーム。制限時間内に生き残るか、体力が1番多い人が勝ち。ゲージがたまると固有の必殺技が使える。アイテムも配置されている。最初に選べるのは主人公のみで、残りはサクセス中で勝たなければ出現しない。なお、サクセス中には登場しないキャラもいる。単独の時は主人公以外のキャラを操作することができる。キャラクターによって攻撃の仕方や能力などが違う。同キャラ対戦が可能。このミニゲームは通信対戦可能で、2人～4人まで同時バトルが可能。ただし、バトルは4人対戦のみで余った人数はCOMが入るため、1Pモードの2人、3人対戦は不可能。
のみのみのみーんドゥユゥのっみーん
時間内に蚤を全部潰せばクリア。潰せずに押すと時間が減り、猫の近くに押すと大きく減る。難しくなると蚤が多くなり、時間が短くなる。
パパパでハイ!
マークがなくなるまでに相手を倒すゲーム。相手のマークが出た瞬間かメモリが黄色か赤に押すとダメージを与えることができ、消える直前だとダメージを大きく与えることができる。タイミングが遅れるとダメージを受けてしまい、マークの中には×印があってこれも押すとダメージを受けてしまう。サクセス中は体力の最大値によって体力が変化して、相手を倒すとクリア。単独は体力が標準で倒れるまで永遠に倒していく方式になる。
おみくじコリントゲーム
本来はサクセスモード中でしか遊べないが、裏技を使用することでミニゲームモードでも遊べるようになる。

## 表サクセス（さすらいのナイスガイ編）
『パワポケ3』、『パワポケ6』に続いてシリーズ3度目となるアマチュア野球編。今回は二部構成（4月8日～7月15日と10月1日～12月31日）になっており、時系列は『パワポケ8』のホッパーズが球団存続のために奮闘する時期（3年目）、『パワポケ10』の一年目と同じである。ストーリーの都合上物語の期間が1年間になったため、従来のような1週間で1コマンドではなく、1日で1コマンドとなった。カレンダーは2007年のものを使用している。
ポイントごとに決められたクリア条件を満たしていないとゲームオーバーになり、リセットも合わせて回数が5回になると選手データが削除される。
今回は『パワポケ7』や『パワポケ8』に深い関わりを持つ人物や会話が随所に出てくる。また、助っ人と商店街メンバーの仲が険悪になった時のイベントは、『パワポケ7』のヒーローと花丸高校野球部とのイベントに酷似している。
前作にあった「勉強コマンド」はなくなり、代わって「バンザイコマンド」が登場した。バンザイコマンドを使用するとバンザイゲージの数値に応じて最大10日間の間、練習コマンドの経験値が2倍になる。バンザイ実行中は怪我の確率が半分になる、やる気が変わらなくなる、怪我の影響が無くなる、回復コマンドで回復する量が満タンになるといった恩恵が受けられるが、実行後はやる気が5つ下がり、実行中の怪我の影響を受けてしまう。また、怪我をしている時にバンザイを実行すると、怪我を無視して練習することができるが、終了後はバンザイ前の怪我の影響を再び受けてしまう。
今作には「ハンサムゲージ」というものも存在する。ハンサムの数値は主にイベントで増減する。このゲージが高いと、一部のイベントが変化したり、周りの評価が高くなったりする。また、満タンになると全経験値が10増え、特殊能力『人気者』が取得できる。
また、今作のみうろつきコマンドである場所に行って、あるミニゲームをクリアしたり、条件を満たすと練習をパワーアップでき、パワーアップした後は取得できる経験値が増えて強化しやすくなる。なお、今回の総合練習は毎週水曜日でしか実行できないが、今作以降からは実行ボーナスとして耐エラーを上げることができるようになった。
このサクセスでは月の初め（1日）に自動セーブされる。

### あらすじ
遠前町にあるブギウギ商店街。かつて賑わっていた商店街は、突如駅前に開店したジャジメントスーパーによって客を取られ、多くの店が閉まる寂れた商店街となっていた。商店街の自慢だった野球チーム・ブギウギビクトリーズも連戦連敗。商店街の人々の士気は徐々に消えようとしていた。風来坊として各地を旅する主人公は偶然この街に立ち寄ったとき、元プロの選手を使ってまで商店街を潰そうとするジャジメントのやり方に疑問を覚え、ブギウギビクトリーズに助っ人として加入し、商店街の復興に協力していくこととなる。しかし、ジャジメント側に主人公のかつての相棒・椿が付き、商店街とスーパーの抗争はヒートアップしていく。

### クリア条件
ポイントごとに決められたクリア条件を満たさないとゲームオーバーになってしまう。
- ポイント1「助っ人同士の試合に勝つこと」・・・7月15日に行われる椿が加わったニコニココアラーズとの試合に勝利または引き分けにすること。
- ポイント2「反乱試合に勝つこと」・・・特定条件を満たすと11月4日に行われるブギウギビクトリーズの反乱チームとの試合に勝利または引き分けにすること。特定条件を満たしていない場合はイベントで済んで自動的にクリアとなる。
- ポイント3「最終決戦に勝つこと」・・・12月29日に行われる椿とザ・トリオの助っ人勢が加わったキングコブラーズとの試合に勝つこと。引き分けは負け扱いとなってゲームオーバーとなってしまう。
- ポイント4「神田 奈津姫を救出すること」・・・最終日に行われる「夕日に向かってパンチDEポンチ」の椿戦と、「穴蟲」（ボスモード）の2つのミニゲームをクリアすること。どちらもクリア必須で失敗するとゲームオーバーとなるが、能力が下がるペナルティを受ける代わりに再挑戦できる。

### 登場人物

#### ブギウギ商店街

##### 主要人物
主人公（しゅじんこう）
各地を旅し、放浪していたさすらい人。過去に野球経験もある謎の男。自分の誕生日すら知らず、問われるたびに適当な日付を言っている。歴代主人公で唯一無精髭を生やしている。
偶然立ち寄った遠前町にて大人に絡まれていたカンタを助けた際にブギウギ商店街の危機を知り、商店街を復興させるために奮闘することとなる。
「往年の邦画風主人公」をモチーフとしており、深い人生経験に裏打ちされた言動が多く、タイトル通り「ナイスガイ」に相応しい活躍を見せる。ケンカはやたらと強く、公式の「しつもんコーナー」によると歴代主人公では『8』の主人公に次いで戦闘能力が高いとのこと。
一方現代社会における生活能力は低く、その日常は困窮を極めており、河川敷にテントを張って暮らし、主食は川で釣った魚。他にも「ゴミ箱を漁る」「喫茶店に入って無料のコーヒーのみを頼む」「ドングリや雑草やカナブンを食べようとする」など、食生活はサバイバルそのものである。恋愛ルートでは食生活と住環境を交際相手に大きく依存する展開も多い。
神田 カンタ（かんだ カンタ）
本作での主人公の相棒キャラ。ブギウギ商店街にやってきた主人公と最初に仲良くなった小学生。歴代シリーズのメガネ一族に酷似しているがメガネ一族でない。口癖の「やんす」は『亀田のおじさん』（亀田光夫）の影響であり、母親がいるときやまじめな状況では「やんす」をつけないで話す。母親の奈津姫と二人暮らし。ずる賢いがまだまだ子供でかわいらしいところもある。オリジナル変化球の提案もする。
11月4日の紅白試合では主人公側に参戦。全体的な能力は低いが「ムード○」を持つ。

##### ブギウギビクトリーズ
権田 正男（ごんだ まさお）
25歳。ブギウギビクトリーズのキャプテンで、両親と魚屋を経営している。乱暴かつ一本気な性格。元はビクトリーズのキャプテンであったが、佐和田監督によって主人公にキャプテンの座を明け渡すことになった。助っ人達がスタメンで元からいた人間がポジションを外されていることに強い不満を抱いている。奈津姫に淡い想いを抱いており、佐和田によるキャプテン交代をはじめ、風来坊以下の助っ人勢によって旧来のメンバーが追いやられた事に反発し、木川や並木を引き込んで助っ人の去就を賭けた紅白戦を仕掛けた。
凡田のことを亀田と間違えるイベントがあり、亀田とは面識がある様子。
選手としての能力はパワーや肩力を中心に高めで、主人公が捕手でない限りは確実に正捕手になるなど、助っ人に引けを取らない実力を持つ。
木川 則夫（きかわ のりお）
ブギウギビクトリーズの選手。以前は親の脛をかじって暮らしていたが、それを見かねた両親が物価の安い東南アジアに移住した為に現在は1人で古本屋を経営している。親に見捨てられた際にブギウギ商店街の人達から良くしてもらったこともあり、ブギウギ商店街に対する思いは強い。もっとも言動に威厳がなく、武美からは“ちゃん”付けで呼ばれたり、流れ者の寺門からは露骨にナメられたりと存在を軽く見られる傾向にある。
ビクトリーズの投手を務めるが、能力はそれほど高くはない（モブ選手よりは高いが）。
並木 潤一郎（なみき じゅんいちろう）
ブギウギビクトリーズの選手でブギウギ商店街の巡査。非番では野球練習に参加。親切で職務に忠実。気弱で流されやすいが、皆に親しまれている。マンネリした生活が嫌いで、カニ怪人から話を聞いて以降、刺激のある生活を望んでいる。そのため、カニ怪人にワルクロ団を続けてほしいと頼んでいる。
選手能力は権田に次ぐパワーの持ち主で、旧来メンバーの中では高い部類。
大村 鉄治（おおむら てつはる）
ブギウギ商店街振興会長。金物屋「大村金物」の店長で元々は選手でもあったが腰を痛めて野球が出来なくなる。その後はブギウギビクトリーズ監督をしていたが、ブギウギ商店街振興会長との兼任は厳しいと考えたため、佐和田を起用した。出世欲はなく、店を大きくするつもりもないが、自分の仕事には誇りを持っている。そのため、息子には金物屋を継いでもらうつもりだが、当人は「バスケットボールの選手になりたい」と言っており、やや空回りしている。
11月4日の紅白試合では「権田達の暴走を止められなかった責任」として主人公側に参戦。能力は守備力以外はカンタより劣る。
青島 三郎（あおしま さぶろう）
ブギウギビクトリーズの選手。商店街の一角で開業医を営んでいる。主人公の各種治療も受け持つ。ツケ払いは通用しないが、本当にお金が無い者には無償で治療してくれる模様。
11月4日の紅白試合では主人公側に参戦してくれる。選手としての能力は守備力に優れるがモブ選手よりやや高い程度。
佐和田 勝（さわだ まさる）
『7』に登場した花丸高校野球部の元監督。甲子園優勝の年に監督を辞めていたが、大村会長の知り合いからブギウギビクトリーズの助っ人監督を任された。相変わらず無責任だが、以前よりは人生を楽しみ『7』と比べ性格が結構丸くなった。ジャジメントスーパーとの問題が解決した後は再び監督を辞め去っていった。

###### 助っ人
寺門 男（じもん だん）
序盤の定期イベントで登場し、必ずブギウギビクトリーズに助っ人として加入する選手。20年以上も少森寺で拳法を学んでいて、寺以外のことは何も知らなかった。町に出てから技のキレが悪くなったと言われているが、カンタに拳法の技を見せて感心させる場面もあり実力は健在。チーム加入後は商店街のパチンコ店に住み込みで働いている。生まれてすぐに少森寺の前に捨てられていたため当初は親を恨んでいたが、主人公の説得により、少森寺の面々が自分の家族であると考えるようになる。アルバムではビクトリーズを辞めた後、頭を丸めて少森寺に戻った。ミニサクセスでも登場する。
選手としての能力はパワー・守備・走塁がいずれも高めで三拍子揃っている。
ピエロ
ブギウギビクトリーズに助っ人として加入する選手。独特の口調で話し手先が器用。素を出す時は普通に喋り、落ち着かないと語尾に「ピエロ」が付く。
主人公は彼の顔を気持ち悪いと思っているが、彼自身はかわいいと思っている。元はサーカス団でピエロをやっていたが、夏目准のことが好きになり、それが引き金となってサーカス団から逃げ出してきた。准に思いを告げているが、当の本人からは固定客が増えた程度にしか思われていなかった（関わらなくてもエピローグは見られる）。アルバムではその後、サーカスに戻ってピエロを続けているらしい。また、今まで逃げ出した分を取り戻すかのように皆を笑わせている。
温水ちよのエピソードには一度も関わらないが訓練所に紛れて登場する。
選手としての能力は俊足巧打型。
ムシャ
ブギウギビクトリーズに助っ人として加入する選手。主人公には彼が鎧を着た武士に見えるが、他の人間からは普通の人間に見えている。その正体は過去の罪のせいで成仏できない武士。子供好きだが犬嫌い。生前は妻と子供が4人いた。亡霊である為に実体を持たず、また自分の意思次第で鎧を着た武士の姿を見せることも、それ以外の姿や全く姿を見せないことも出来る。
思念を記憶として植えつけることも可能で、その力で「甲子園に出場した」などの偽りの記憶を周りの人間に植えつけて、鎧武者である違和感をなくしていた。野球の腕はもちろん、剣豪としても一流であり、カンタに向かってきたトラックを真っ二つに斬ったり、主人公に落ちてきた鉄筋を斬って助けるなどの活躍を見せている（鉄筋を斬った際「またつまらぬものを斬ってしまった」と呟いている）。ビクトリーズに参加した理由は成仏するためであり、ジャジメントスーパーとの試合の勝利後は、償いが全て終わったとして、野球への未練を多少残しつつも、家族と再会するために成仏した。アルバムでは主人公が墓参りをする姿が描かれており、その頃には墓はすっかりボロボロになっていた。
選手としての能力はパワーヒッター型。
電視 炎斬（でんし えんざん）
ブギウギビクトリーズに助っ人として加入する選手。いつもパソコンを手放さない怪しい男。この名前はハンドルネームであり、その世界ではかなり有名人。パソコンスキルは非常に高いが、パソコンの電池が切れると本人も停止してしまうという体質を持っている。その際は電池を鼻に詰めてもらうことで復活する。夏目准に好意を持つが、終始彼女を困惑させるだけであった。
選手としての能力はアンダースローの技巧派投手。
カニ怪人（カニかいじん）/勝野 太一（かつの たいち）
ブギウギビクトリーズに助っ人として加入する選手。『7』からの登場だが、ヒーロー達の事は忘れている。遠前町にネオワルクロ団の秘密基地を作るために下見に来たが、主人公から野球に誘われチームに加入することになる。本人曰く、「高校時代勉強はできなかったし、女の子にもモテなかったが、野球だけは自信があった」らしい。ハサミは着脱式。野球をやっている内に、人に迷惑をかけるだけの悪の組織であることに嫌気が差し、組織を辞めようとも考えるが、フグ怪人や並木潤一郎の引止めで、怪人として悪の組織であることに「夢を与える」意義を見出す。
正体は『7』序盤で行方をくらました勝野 太一。ヒーロー達に誘拐された後、怪人量産マシーンによってカニと融合させられて現在の姿となった。アルバムでは黒野博士に自分のクローンを製造してもらい、クローンの方を人間に戻して実家へ帰した。
選手としての能力はパワーヒッター型。
水間 美偉斗（すいま びいと）
ブギウギビクトリーズに助っ人として加入する選手。高校時代は甲子園出場経験もある剛腕投手だった。得意な球種はスローカーブと速球。野球部のマネージャーと海に行ったときに溺れたマネージャーを助けようとして自分が溺れてしまい、マネージャーからは嫌われてしまう。泳げるようになるため水泳部に入った過去を持つが、未だに泳げず主人公と出会った時は河川敷でおぼれかけていた。現在は地上で腕を振り回して泳ぐように見せるだけ。アルバムでは結局泳げるようにはならなかった模様で現在も陸で泳ぎ続けているらしい。肉体美を自負しているが、実際はやせ形の貧相な体つき。
投手以外のサブポジションを主人公が勧めようとするが、投球以外は苦手と大声で語っている。
選手としての能力は速球派投手。
白 徳仁（はく のりひと）
ブギウギビクトリーズに助っ人として加入する選手。主人公とは以前からの知り合いだが、詳しい言及はない。外見とは裏腹にまだ20代。色々な知識を使って色々な問題に割り込もうとしているが、本人に悪気はないつもりである。人付き合いが苦手なため、いつも分かりにくい話し方をする。話し方は単なる歴史マニアのためで、自分自身も何を言っているのか分からなくなることも。卓球ではブギウギ商店街最強。しかし野球選手としての能力はパワーの高い助っ人が多い中では数少ない守備型の上、ムード×を持っているなどインパクトに欠ける。アルバムでは新たな職を求めているようで、就職活動を行っている描写がある。相変わらずの自信家でとある面接会場では、年齢や経歴も適正に達していないにもかかわらず、自信たっぷりの態度を見せつけることで面接官たちを圧倒し採用された。
城田 鉄幹（しろた てっかん）
ブギウギビクトリーズに助っ人として加入する選手。レストラン・ブランネージュの親会社の代表者。『8』で登場した雪白冬子の家のコックでもある。料理人としての腕前は不可解なまでに超一流であり、主人公の食べ残しから美味しい料理を作り出すことができる。だが、夏菜に忘れられているなど影は薄い。見た目は太り気味で人の良さそうなおじさんであるが、過去には同じく雪白家に仕える牧村と組んで暗殺者として活動していた経歴を持つ。ルートによっては夏菜を拉致する役目を果たすが、グッドエンドなら「野球仲間である」というだけの理由で主人公と夏菜を助けてくれる。怒らせると本当に怖い人でもある。
選手としての能力はパワーヒッター型。
護衛の任務は既に退き試合で見せる身体能力も特に異常でない。

#### 彼女候補
広川 武美（ひろかわ たけみ）
商店街で開かずの漢方薬店を経営。奈津姫とは同級生で、奈津姫の休日は代わりにカレーショップ・カシミールの手伝いをしている。選手としての能力値が設定されているが、奈津姫と違い11月4日の紅白試合には参戦しない。前作のサクセスの全貌を知るために必要不可欠な存在。
その正体は大神の研究所から逃げたサイボーグ同盟の1人で、敵地のコンピュータネットワーク破壊の為の端末を内蔵した「モバイルレディ」。生物としての素体は遺伝子を適当に結合させ、培養ポッド内で数ヶ月で急速成長させたガイノイドであり、実年齢は9歳である。他のサイボーグ同盟のように、人間になることや大神への復讐、妨害工作には興味がないらしく、途中で彼らと別れて森友子（前作の彼女候補）の記憶操作によって、遠前町に架空の住民として居座っていた。そのため、奈津姫とは実際の同級生ではない。その体には敵地で任務を終えたサイボーグを抹消するための「寿命タイマー」が組み込まれており、寿命が来ると爆発してしまう。普段の非常に賑やかで不真面目、享楽的とも言える性格もこのタイマーで寿命が決まっているため、残された日をせめて楽しく過ごすためである。
タイマーの解除イベントが成功するか否かで結末が二分し、失敗した場合は彼女の最期を背に立ち去る結末となり、成功した場合は大神などの裏社会に狙われる恐れがあるものの、主人公の旅に同行することとなる。10と13の裏サクセスでも登場。
『パワプロアプリ』のパワポケコラボ第3弾でゲスト出演している。なお、あちらのタイマーの解除イベントの扱いはデッキ編成によって変化する。
山下 貴子（やました たかこ）
商店街で米屋を営む山下隆雄の一人娘。母親はいない。高校生であるが、料理の腕前は高い。異性をあまり気にしない性格であり、また初対面なのにも拘らず主人公にコロッケを恵み、これを機に主人公と知り合うことになった。
パワポケシリーズでは珍しく、シリーズ全体の世界観設定に絡まない普通の彼女候補であるが、実はその正体は幽霊で、主人公と出会う前に交通事故で死亡していた。家には彼女の仏壇もある。若くして逝去した未練からこの世に留まっていた。
しかし主人公と触れ合うことで、だんだんこの世から存在が薄れていってしまい、グッドエンドではクリスマス前の12月20日に成仏する。幽霊の頃の彼女については誰もその事を覚えておらず、最後は主人公を除いて、実の父親までにも忘れられてしまっていた。ノーマルエンドでは成仏せず、その場に留まり続けて主人公と共同生活を続ける結末となる（しかし、エピローグや彼女の台詞ではいつかいなくなってしまうことが示唆されている）。
霧生 夏菜（きりゅう かな）
レストランで働いているウエイトレス。男勝りな口調で話すさっぱりとした性格。店の裏口でしょっちゅうサボっているようにも見えるが、仕事は真面目にやっている。当初は主人公に対して「おっさん」と呼んでいた。母親はすでにおらず、考古学者の父親と2人きりで暮らしているが、父娘の仲は良好で、彼女も父を慕っている。父親のお土産であるクマのぬいぐるみを大切にしており、家では趣味で料理をしているらしい。実は彼女の父親は雪白家に仕える暗殺者の一人で、考古学者というのは偽装の身分に過ぎず、彼女はそのことについては何も知らなかった。その父親は仲間と共謀してユキシロに謀反を企んでいたが、牧村によって粛清されてしまい、彼女は父を殺害されたショックで仕事を休むことになる。その後、父親は機密ディスクを持ち出した事実が発覚し、主人公と共にそれを発見するが、家には晴継が盗聴器を仕掛けていたために、二人は牧村から追われることになる。しかし、割って入ってきた城田の仲裁もあり、ディスクをユキシロ側に返却するということで何とか難を逃れた。二人の始末については、城田が冬子のいる日を見計らって晴継を説得したこともあり、それ以上の手出しはしない模様。その後、彼女は程なくして仕事に復帰。エンディングでは（表向きは）考古学者だった父の軌跡を辿るため、主人公と共に旅することを決めたらしい。
温水 ちよ（ぬくみず ちよ）
劇団アタッテ砕けろの役者。将来は女優になることを目指し、演劇を続けている。演劇関係でたくさんのお金が使われてしまうため、さまざまなバイトをしつつ質素な生活をしている。倹約質素が板についており風呂は流し場だったが、主人公と同居を始めてから恥じらいを窘められる。12月の公演では自ら演出家も務めた。劇団内では最も売れっ子であり、憧れる団員も多い。芸名は「流れ星ポエ夢」。幼少期に事業の失敗が原因で、両親や姉と生き別れた過去を持っている。
後に公演がとあるテレビ関係者の目に留まり、地上波デビューへの道が開けるが、その男は悪徳プロデューサーであり、ホテルで枕営業を要求されてしまう。追ってきた主人公は彼女を諭すが、想いが届かなかった場合、プロデューサーに付いていってしまい、別世界へ行ってしまったかのように感じ取れる結末となる。想いが届いた場合はその後も地道に公演活動を続け、また両親とも再会する結末となる。
野崎 維織（のざき いおり）
いつも喫茶店で本を読んでいる女性。言葉が少なく物静か。重度の面倒くさがり屋であり、外に出るのが面倒という理由で一週間レトルトカレーだけで過ごしたこともあるが、やるときにはかなり凝る。だが、潜在能力は極めて高く、ピアノの国際コンクールで何度も金賞を取っており、学生時代には様々な論文を書き、多くの場所で読まれているほど。
その正体はIT関連の大企業のNOZAKIグローバルシステムの社長令嬢であり、次期社長である。喫茶店のマスターである世納とは実家からの付き人であり、喫茶店も彼女の好みに合うように造られたもの。幼い頃から父親の跡を継ぐためだけに育てられてきたため、他人の決めた道を進むことに疑問を感じている。そのため、本来は8月に社長に就任するはずだったが、主人公と出会い、その自由な生き方を見て考えを変え、年内に延期されることになった。その後、一度は周囲の圧力に屈し、仕方なく父親の跡を継ごうとしたが、主人公の説得を受け、自分の意思で将来を決めるようになる。ノーマルエンドでは主人公と駆け落ちする結末となり、グッドエンドでは一時的に主人公と離れ、社長就任後に運転士付きの車に乗り笑顔で登場して、主人公を付き人兼ボディーガードで雇い海外を飛び回る結末になる。
神田 奈津姫（かんだ なつき）
商店街の近くでカレーショップ・カシミールを営んでいる。4年前に夫を亡くしており、その後女手一つでカンタを育てている。商店街の人たちとも仲が良く、色々と協力して貰っている。カシミールは休日に武美も手伝いに来ている。
昔はソフトボールのサードを経験していて、11月4日の紅白試合では主人公側に参戦してくれる。他の選手に比べると選手能力は高い部類に入る。
彼女を攻略するためにはポイントで彼女候補を買う必要があり、攻略することによりこのサクセスの全貌が見えてくる。その正体はジャジメントスーパーのスパイであり、商店街の情報を流す代わりに報酬を得ていた。
家計はもとより、良くできた人間と周囲から見られるプレッシャー、またそういった評価を疎みながらも自分の居場所を商店街以外に求められないなど、半ば逃避的に商店街を裏切っていたのである。彼女を救えるか否かで結末が変わる。

#### ジャジメント
ゴルトマン・シャムール
北米資本の集合体「ジャジメント」の会長。ジャジメントスーパーはあくまでジャジメント日本支部の一部門に過ぎない。ある目的でブギウギ商店街の買収を計画した。
ルッカ
ゴルトマンの秘書。顔見せ程度の登場。

##### ジャジメントスーパー
太田 洋将（おおた ひろまさ）
ジャジメントスーパー遠前支店店長。ゴルトマンからある物の回収を命じられ、それを探すためにブギウギ商店街の土地を手に入れるように命じられる。非常に思い込みが激しい人物で太田はゴルトマンのその命令を「それを入手する為にブギウギ商店街を潰して土地を手に入れろ」と解釈し、ありとあらゆる手段でブギウギ商店街を潰そうとするがことごとく失敗してしまう。ゴルトマンのジャジメント日本視察の際には失敗したら「北極支店の店長にする」と通告され、商店街を潰す事に異常なまでに執着する。ゴルトマンは土地を手に入れろと指示していただけだった為に商店街を必死に叩き潰そうとする彼の姿勢を不思議がっていた。ジャジメントに対する忠誠心は高かったが、優秀とは言えない人物であり、ゴルトマンからの評価は非常に低い。
ビクトリーズとの試合では結果的に敗れてしまうものの、試合前に買い取った土地からゴルトマンの捜し求めていた品が発見され、一応命令を果たしたことにはなったのだが、椿が原因でクレームを付けられて発起したのを皮切りに、利益度外視のセールを行ったり、ビクトリーズとの試合にドーム球場を借りたりした為に遠前支店のジャジメントスーパーの業績が悪過ぎる事を理由に宣告通り北極支店への左遷を命じられてしまい、自分が今まで勘違いしていた事をようやく理解するようになった。自暴自棄になった彼は椿に神のマナを用意させ、商店街を壊滅させようとするが失敗、主人公の助けで生還するも待ち構えていた並木に逮捕されてしまう。
スーパーの店員（スーパーのてんいん）
ジャジメントスーパー遠前支店店員。本名不明。緑髪で横髪と後ろ髪を剃った髪が特徴。無能な上司の太田 洋将を快く思わず、そんな彼にもめげず自宅のローン返済の為努力している。
太田と違い真面目にイベント企業運営等を行いキャンギャル用のフグ怪人の着ぐるみを商店街に発注していた。ブギウギ商店街を敵視している様子が無く共存策のプレゼンテーションの為に商店会に足を運ぶが物別れで終わった。「14」で店長になっている。
スーパーの女店員（スーパーのおんなてんいん）
ジャジメントスーパー遠前支店女店員。本名不明。茶髪の髪が特徴。スーパーの店員と違い終盤での登場。スーパーの店員同様無能な上司の太田 洋将を快く思わず太田がゴルトマンに呼ばれ慌ててゴルトマンの元に走り出した姿を見た際は嫌な笑みを浮かべ嬉しがっていた。

#### 雪白家
雪白 晴継（ゆきしろ はるつぐ）
『8』で登場した雪白冬子の兄。表の仕事だけでなく裏の仕事でも高い実力を持つ。しかし妹にはかなり甘い。
今作では冬子が話に絡まないため、本来の非情な一面を垣間見せる。
牧村 耕造（まきむら こうぞう）
雪白家に仕える執事であり、元暗殺者である。『8』にも登場。主人公と互角以上に戦える実力者で、昔は城田と組んでいた。
城田 鉄幹（しろた てっかん）
➡︎助っ人
霧生 啓介（きりゅう けいすけ）
夏菜の父親で考古学者だが、その正体は雪白家に仕える現役暗殺者。物語では彼の正体が最後まで判明しなかったが、プロフィールで正体が判明。仲間共々雪白家から離反を企てたが、牧村に察知され仲間共々闇に葬られる。

##### レストランブランネージュ
霧生 夏菜（きりゅう かな）
➡︎彼女候補

#### 劇団アタッテ砕けろ
温水 ちよ（ぬくみず ちよ）
➡彼女候補
官藤 吐夢（くどう とむ）
劇団アタッテ砕けろの劇団員。演劇では主役を務めることも多くファンもいる。芸名は「雪乃丞華丸（ゆきのじょうはなまる）」。ちよに好意を抱いている。

#### NOZAKIグローバルシステム
野崎 維織（のざき いおり）
➡︎彼女候補
世納 香太（せのう こうた）
喫茶店のマスター。維織の付き人でかつ、野崎家の執事を務めている。維織から「私に甘すぎる」と言われるほど温厚な性格で、主人公に対して彼女が下した判断がいかなるものであっても主人公を信頼してみせた。

#### その他の人物
椿（つばき）
青いマントにテンガロンハットを付けた、金で動くトラブル解決屋。仕事のためにわざとトラブルを起こすこともある。主人公とは腐れ縁で、昔は主人公と組んで「ヒーローの真似事」をしていたこともあったらしい。野球をしていた経歴もある謎の人物。サクセスの一部の試合では相手チームの選手として参戦し、対決することになる。最終日のイベントでは奈津姫を救出しに来た主人公と直接対決を行い敗れて逃走するが、権田や寺門に主人公の居場所を伝え二人が救出されるように仕向けていた。
ミニゲームの「夕日に向かってパンチDEポンチ」で操作キャラとして使用可能。
選手能力は『7』のヒーロー、ブルーとほぼ同じ能力であり、走攻守三拍子揃った非常に優秀な選手である。ブルーとの関連性は不明だが、主人公同様、同一人物の可能性もある。
番長（ばんちょう）
椿の仕事仲間。名前通り学ランと学帽を着用している。好きな物は激辛以外のカレー。サクセス終盤のコブラーズ戦では椿と共に敵選手として参戦する。夕日に向かってパンチDEポンチで操作キャラとして使用可能。
選手能力は200を優に超えるパワーを持つ強打者。
ソルジャー
椿の仕事仲間。緑のベレー帽と黒のサングラスが特徴。好きな物はナイフだが、銃砲刀剣類所持等取締法（銃刀法）に抵触するため本物は持ち歩かない。サクセス終盤のコブラーズ戦では椿、番長と共に敵選手として参戦。夕日に向かってパンチDEポンチで操作キャラとして使用可能。
選手能力は安定した打撃と驚異的な俊足を誇るバランス型。
ロボ
椿の仕事仲間。外見はロボットだが、一瞬だけ中に人が入っているのが見える。裏サクセスでも登場するが、中の人がブラック（芹沢真央）に変わっている。サクセス終盤のコブラーズ戦では椿、番長、ソルジャーと共に敵選手として参戦。夕日に向かってパンチDEポンチで操作キャラとして使用可能。番長、ソルジャーとの3人で「ザ・トリオ」と呼ばれる。3人とも詳しい経歴は明かされていない。
選手能力は番長と同様パワーの高い強打者。鈍足だが強肩を誇り、打撃もかなりのもの。
向井 幸（むかい さち）
本作のおばちゃん。ブギウギ商店街に住んでいる。気が強く発言力も非常に強い。白に教えて貰ったマルチ商法を本気で計画するなど、少し危ない面も。
11月4日の紅白試合では一定条件を満たすと主人公側に参戦する。能力は低いが「威圧感」を持っている。
長谷島 丸居（はせしま まるい）
ブギウギ商店街に住んでいるおじさん。模型店「ハセシマ模型」を営んでおり、マニアの名スポットとなっている。主人公の紹介で凡田も訪れるが値段が相応のものだったため、一時断念。商品の仕入れは武美に頼んでネットオークションで安く手に入れている。将来は前方後円墳型の墓を建てるのが夢。
山下 隆雄（やました たかお）
貴子の父で米屋を営んでいる。配達サービスを始めたが、それが原因で腰を痛め、代わって主人公が配達することになった。
夏目 准（なつめ じゅん）
喫茶店のウエイトレスで、野崎維織の友人。大学生だが、単位はすでに取ってしまっている才媛。夢は衣装関係のブランドを立ち上げること。腹黒い性格で相手の好意を逆手にとり、喫茶店の固定客にしている。主人公のことが気になっている素振りを見せるが、彼女候補ではない。自分に好意を抱く電視を気味悪がっている。
アルベルト・安生・アズナブル（アルベルト・あんじょう・アズナブル）
パワポケシリーズ皆勤賞を果たす外国人。川で溺れているところを主人公に何度も助けられる。しかし、イベント後半からは主人公も助けなくなり、自分から這い上がってくる。
野球選手としての才能は超一流だが、例によってすぐに骨折してしまうため、それを発揮する場は無く主人公から「教わろうとした自分を恥じよう」とまで言われてしまう。
荒井三兄弟（あらいさんきょうだい）/荒井 金男（あらい かねお）、荒井 銀次（あらい ぎんじ）、荒井 晴男（あらい ぱるお）
シリーズおなじみの三兄弟。本作でも大神ホッパーズの球団職員を務める。数回出会うとキムチをくれるが、この際にハンサムメーターが低いと下痢になる。
凡田 大介（ぼんだ だいすけ）
元プロ野球選手である40歳。現役時代に計画していた博物館も建て、マニアライフを楽しむ。メガネ一族の一人。
元プロということで有名なはずだが、寺門から「三田」。カンタと権田から「亀田」。主人公から「湯田」と間違えられショックを受けたが、「かつて電気屋のテレビで見たことがある」と主人公に名前を思い出してもらい喜ぶ。改めて元プロと知った主人公はマニアショップを案内したり、野球の指導を受けたりと謙遜的な態度をとった。
安東 大介（あんどう だいすけ）
1回目の練習試合の相手となる「狂犬ドッグス」のキャプテン。試合前には木川に噛み付いて狂犬らしい素振りを見せる。昨年就職したばかりの新社会人で、真面目で優しい好青年。
上村 俊夫（うえむら としお）
2回目の練習試合の相手となる「マックスパワーズ」のキャプテン。試合前には握手を求めた木川の手を軽々と握りつぶす怪力を披露する。妻子持ちで娘の写真を周囲に見せたがる。

## 裏サクセス（スペースキャプテン編）
アクションとRPGの両面を兼ね備えたサクセス。宇宙船の船長となり、宇宙を旅して250日以内に50トンの宇宙ワクチンをルナリングへ集めることが目的で、その合間にパーツを買って野球人形を作ることとなる。条件を満たした状態で最終日を迎え、ラストボスのガンダーロボまたはガンダーロボ2を倒せばクリアとなる。
惑星の配置はプレイデータごとに完全ランダムで決定され、組み合わせが悪いと貿易でお金を稼ぎにくくなりワクチンも集めにくい。そのため場合によっては難易度が非常に高くなるが、組み合わせが良いときは資金稼ぎが容易になり、非常に強力な選手を作ることも可能。そのため、惑星配置による難易度の差が非常に激しい。通常戦闘や特定のイベントで主人公が死亡する・宇宙戦闘で撃墜される・期限内にワクチンを50トン集められないとゲームオーバーになる。しかし、ゲームオーバーになっても、ペナルティは大きくなるが何回でもやり直しが出来る。ただし、何回でもやり直すことが出来てもクリアできる状況ではない場合は最初からやり直すしかない。
このサクセスは50日間隔で自動セーブされる。
この裏サクセスをクリアした際に「まだまだ冒険は続くぜ！」と表示されたが、結局続編は製作されず、『11』「しつもんコーナー」では続編の要望が見られた。

### あらすじ
星間戦争を乗り越えるために弱い人々が団結して作り上げた宇宙連邦は、平和が続くうちにいつしか利権を追い求め肥大化を続ける怪物となっていた。やがて宇宙ステーション「ルナリング」に経済制裁の名目で言い渡される資産凍結、そして、医薬品全面禁輸措置。ルナリングのパイロットである主人公は、自らが設計した宇宙船に乗り込み、宇宙を巡って250日以内に50宇宙トンのワクチンを集める使命に就く。行く先々の星で住民を巻き込んで繰り広げられる熾烈な謀略戦。そして、健闘空しく倒れてゆく反連邦系国家達。しかし、主人公の胸には連邦をひっくり返すための最後の秘策が眠っていた。

### 登場人物
プロフィールと攻略本では「名前＋肩書き」で表記される人物がいるが、本項では名前だけ表記。登場人物の名前の後の括弧書きの名前は表サクセスでの登場人物の本名で、括弧書きの数字は本作まで登場した表サクセスの世界の登場作品（『6裏』＝『6』裏サクセス「謎のしあわせ島編」。『ダッシュ』＝『ダッシュ』表サクセス「親父ボール編」の呼称)。未表記は裏サクセスオリジナルキャラクター。

#### 主要人物
主人公（しゅじんこう）
父の仇を討つため、自ら設計した宇宙船で連邦に立ち向かう男。経験は浅いが、戦闘能力や宇宙船の操縦技術はかなりのもの。野球人形は父の形見。宇宙船もとある改造がしてある。
オチタ【落田 太二（おちた たいじ）：『6裏』】
主人公の親友で、航法士兼整備士。平和主義者で、戦闘ではいち早く安全な場所へ逃げ出すため参加しない。しかし、宇宙港の停泊代や食費を管理したり宇宙船の応急修理を行うなど、縁の下の力持ち。プラモデル制作が趣味。

#### 仲間
ヒラヤマ【平山 紀之（ひらやま のりゆき）：『1』『3』】
最初から仲間にいる船の整備士。ペラヘブン出身でワギリ造船で働いている。ペラヘブンでは作った船には一年間責任者が乗り込むことになっており、主人公の担当として同行する。ペラヘブン人には基本のお金が全ての考え方であり、オチタからは「奴隷」呼ばわりされるほどだったが、主人公と旅を続けるうちに考えが変化していき、最終決戦時には上司からの命令を無視するという行動を見せた（しかし直後に我に帰って狼狽え、オチタに呆れられる）。
最終決戦後はルナリングで整備士として働き始めるが、後にペラヘブンでデスパレスでの戦いが報道されると一躍有名人となり、彼を主人公にしたアニメ（ただし、主人公とヒラヤマの立ち位置が入れ替えられている）が放送されるほどになった。
本村（もとむら）【本村 あつさ（もとむら あつさ）：『7』】
宇宙妖精。外見は人間と変わらない。人間のことをもっと知りたいと思っているが、丸腰で宇宙空間を漂っている彼を見て止まってくれた宇宙船は主人公の船だけだった。宇宙妖精がどのような生物なのかは不明。本来は人間に宇宙妖精の姿は見えないが、彼だけは見えるようになっている。イベントを進めるとピカーリの人々やメダチを見て人間というものを勘違いし始める。
色物を強調させる為か本作の仲間で唯一名前が漢字。
シルバー【白瀬 芙喜子（しらせ ふきこ）：『8』『9』】
他の生物に寄生する生命体。現在は人工生命・ゴールドに寄生している。一定条件を満たしているとソネムラに頼まれて主人公の暗殺を計画し襲撃してくるが、主人公の船の構造に気づき寝返る。ブラックとともに行動している。能力的に見ると最強だが、敵のときも味方のときも何もしないことが多い。しかしパワーアップすれば無駄な行動が減り、紛れもなく最強の仲間になる。
ブラック【ロボ：『9』、ブラック/芹沢 真央（せりざわ まお）：『7』】
ロボット。シルバーとともに行動している。初めは表に登場するロボの姿だが、パワーアップすると『7』に登場した彼女候補・芹沢真央の姿になる。オチタは中身のことを知らず「ロボ男」と呼んでいた。ロボットであるにもかかわらず子孫を残すことができる。関西弁をしゃべることもできる。
ボブ（ボブ・サムソン：『1』）
主人公の元上官で「教官」と呼ばれる男。「ボブ」があだ名で本名「ボブダ・ボブオ」。プロフィールと攻略本では「ボブ」と表記。昔はパイロットとして活躍しており、主人公の父親の部下だったこともある。だが現在は乗っていた戦艦を撃墜されて近くの惑星に回収され、しがない整備士の仕事をしている。パワーアップイベントをこなすと宇宙船を所有する。仲間にするのが簡単な割には戦闘では攻撃とサポートを兼ねた戦い方が出来るため、使いやすい。
ブラッド【小杉 優作（こすぎ ゆうさく）：『5』『6裏』）
パワードスーツを着た傭兵。ディープグリーンで仕事をしている。両親も彼が幼い頃から同じ仕事をしていた。無謀な行動に出ることも多いが、割と頭は良い方。シルバーに次ぐ戦闘力を誇る。ヘルガイベントでは重要な役割を果たし、彼を仲間にするかどうかでヘルガの運命が変わってくる。
アヤカ【浅上 綾華（あさがみ あやか）：『5』】
ペラヘブンの実業家。幼少期から帝王学を学ぶなど、経営者として働くために色々と教育されていたが、教育用に渡されていた資金を一気に増殖させ、無理やり独立した。暇さえあれば化粧をしている。
リコ【石川 梨子（いしかわ りこ）：『7』）
宇宙海賊。アステロイドベルトで活動をしている。スリルのあることが大好きなため危険な行動に出ることが多く、主人公はいつも振り回される。ウインダスト出身でジュンとは知り合い。一方、情報屋のリンとは対立している。海賊をやっていたときの通称は「海賊の姫君」、もしくは「アステロイドの破壊神」。両親を連邦に殺されたためにいつか復讐しようと企てていた。アキカンを投げつけることが多い。
カビンダ（カビンダ・スメルアゴル：『6』）
特Aランクの超能力者。超能力でオチタの財布を奪ったり、マジシャンのようにその場から消えることができる。元は連邦兵だったが、待遇に不満を抱き脱走した。髪と髭の色が違うが、髪は自毛と主張。
連邦との戦いが終わった後、家庭を持ち幸せに暮らす。主人公曰く仲間の中では一番まともな選択をしたとのこと。
エリ【白木 恵理（しらき えり）：『5』】
忍者。オーブールで珠子（弐番）にスカウトされた期待の新人。一度見た物を再現できる龍眼(ろんがん)の実力を持つが、忍者としての能力はあまり高くない。戦闘中は常に混乱状態だが、パワーアップすることでそれを克服する。展開によってはデスパレスで疲労したシルバーに止めを刺すが、彼女が殺したのはゴールドであり、その直後シルバーに体を乗っ取られてしまう。
ピンク（ピンク：『7』）
覆面ヒーロー。正義の味方を名乗り、ドマグニーとギャスビゴーの2つの種族が憎しみ合わないように悪役を演じている（作中のイベントではドマグニー人を積極的に攻撃する）。元は平凡な学生だったが、事故に巻き込まれ両腕を失いサイボーグ化し、さらに特訓を重ね正義の味方になったらしい。素顔は本サクセス用の描き下ろしで、『12』表での人間体用グラフィックとして逆輸入された。
テラー【寺岡 薫（てらおか かおる）：『3』『8』】
テクノロジスト。実はマッドサイエンティストであり、産まれたときから量子演算機を持って産まれてきたと言われるほどの頭脳の持ち主だが、その関係で人間不信に陥ることもある。ロボットになるためにコテツ星へやってきたがロボットにはしてもらえず、ロボット専門の医者として働いていた。アルバムでは後にロボットを対象とした宗教を開く。
エドゥアルト【奥野 次郎（おくの じろう）：『6』】
プロフィールと公式攻略本では「エドアルト」と表記。名門の連邦軍のエースパイロット。高い撃墜数を記録している主人公に襲いかかるも敗北（時間切れの場合はエドの機体が異常を起こして爆散する）して主人公に保護され、連邦から寝返ればもっと撃墜数を増やせると考え、ルナリングに亡命する。亡命前には12機の宇宙船を撃墜している。本名は「エドゥアルト」だが、名前が発音しづらい為に周囲から「エド」「エドアルト」と呼ばれるが、自身は気に入っていない。また、一般に「ボブ」の正式名が「ロバート」であるために彼をロバートと呼ぶが、前述の通りボブの本名は「ボブダ・ボブオ」である。
ヘルガがいると、一定の条件下で船を降りてしまう。
エーベル【エーベル高座（エーベルこうざ）：『8』】
天才科学者。テラーより酷いマッドサイエンティスト。オーブール人からワクチン5トンと引き換えにゲフェンの留置所に入っている彼の奪還を頼まれるが、実は金で動く節操のない人物である。
アルベルト【アルベルト・安生・アズナブル（アルベルト・あんじょう・アズナブル）：『1』『2』『3』『4』『5』『6』『7』『8』『ダッシュ』『9』】
野球好きで自称・愛の野球伝道師だが、実際はただの怪しい外国人。ペラヘブンの宇宙船が積んでいた野球道具を盗もうとして襲われ、偶然遭遇した主人公に助けを求める。逃げ足だけは早い。実はディープグリーン議長アンヌの兄で、ディープグリーン到着時に主人公達にその事をさり気無く言うが、無視されてしまう。パワーアップや彼がメインのアルバムが無いが、ボブのアルバムではアルバムで寄りを戻したボブとアンヌを心配そうに見守っていた。
なお、アルベルトの裏サクセスの登場は本作が最後になった。
ヘルガ（ヘルガ：『6』『6裏』）
天才的なスナイパー。彼女がいると、その地区のゲリラの意気は高揚すると言われている。若い頃に無意味な大量虐殺をした事に対して後悔している。アルバムが2種類存在し、ブラッドが仲間にいないと暗殺される結末。ブラッドが仲間にいると、どことなく良い雰囲気の結末になる。
なお、元・宇宙連邦エリートパイロットであるエドゥアルトとは立場上敬遠の中で両者を仲間にする事が不可能で、エドゥアルトがいると一定の条件下で船を降りてしまう。
トウコ【雪白 冬子（ゆきしろ とうこ）：『8』『9』】
賞金稼ぎ。戦闘機の操縦は行えるものの、あまりに個性的すぎるため、友人たちに止められている。兄のハルツグと出会うために賞金稼ぎの仕事をしている。あるイベントを起こすと、彼女の師匠と似たような運命をたどることがある。
ハルツグ【雪白 晴継（ゆくしろ はるつぐ）：『8』『9』】
元賞金首。連邦によって両親を殺害された過去があり、復讐のためにテロ行為を行っていた。トウコが仲間にいる時は友好的になるが、いない時は容赦なく主人公を騙し殺害したりする。
オニザメ【鬼鮫 清次（おにざめ せいじ）：『5』『8』】
ピカーリの神と言われている男。出会うと何度断ろうが強制で仲間になる（断り続けるとワクチンを入手できる代わりに追加で酷い目に遭う）。非常に男色家であり、戦闘中主人公に抱きついてきたり、イベントでは主人公を襲おうとしたりするなど（体力、やる気が下がる）連れて行くと散々な目に遭う。また、主人公の仲間にも手を出そうとしてくるが女性には一切興味がなく、本村のような人間でない者にも興味を示さない。
フグリーノ【布具里 珠男（ふぐり たまお）：『4』『6裏』】
フリー（加入イベント発生まではペラヘブンのテレビ局の記者となっている）の記者。インタビューの捏造も平気で行うが、割と正義感が強い。各地の事件に同行させることで取材させたことになり、お礼としてペラをくれる。また、戦闘の際は主人公の行動を真似するが、アイテムを使った際は回復薬であろうと敵に投げるときがある。

#### 宇宙連邦
『スペースキャプテン編』に登場する組織。物語では単に「連邦」と呼ばれる。人類の宇宙進出に伴う混乱の時代を乗り切るため様々な星が手を取り合って作り上げた同盟だが、物語ではすでに星間戦争は絶えて久しい為に権益を貪る腐敗組織に変貌している。
カメダ【亀田 光夫（かめだ みつお）/ハイパー亀田（ハイパーかめだ）：『1』『2』『3』『5』】
本作の黒幕で宇宙連邦の大臣。様々な次元を飛んでフィクション世界を旅する厄介者。宇宙連邦の独裁政治を狙っていたが、この世界でもやはり野望は果たせず。
最終決戦ではガンダーロボで主人公達に戦いを挑むも敗北。主人公達に敗北した直後、再び別のフィクション世界へ飛んで行った。以降のシリーズでもラスボスの立場を奪われ続け、扱いがどんどん悪くなっていくことになる。
ソネムラ【曽根村（そねむら）：『2』】
プロフィールと公式攻略本では「ソネムラ長官」と表記。宇宙連邦の秘密警察長官で、カメダの才能に気付き手を組んだ軍人。真面目で勤勉、頭脳の切れは連邦随一だが、かなりの野心家。宇宙帝国建設のため、全惑星の征服を狙っている。
オーブールの襲撃イベントでは直接戦闘となる他、条件を満たしているとガンダーロボ戦の後に真の最終ボスとして登場。ガンダーロボ2を用いて主人公を排除すべく襲ってくる。
大統領（だいとうりょう）【大統領（だいとうりょう）：『6』『6裏』】
連邦市民の選挙で選出された男。現在はカメダ大臣に騙されているような状態。表サクセスではある国の大統領にもかかわらず非常に問題がある人物だったが、本作では野球及び野球人形を好んでいる真面目な人物。
最終決戦ではデスパレスの絶対無敵弾からルナリングを守るため立ち塞がった主人公の宇宙船（野球人形）に対し、「迂回コースでルナリングへ撃ち込む」というカメダの命令を無視して真っ向から直球勝負を挑み、打ち返される。デスパレスが崩壊を始めるも、満足気な表情を浮かべていた。
正史は最終決戦後に条件を満たしている場合主人公達に息子共々保護され崩壊するデスパレスを脱出。大統領を辞めて一般市民となる。もう1つの結末はソネムラに裏切られ、息子と共に射殺される。
ゴロー【田西 幹夫（たにし みきお）：『7』『8』『ダッシュ』『9』】
大統領の息子。大統領が政治活動で忙しくあまり構ってもらえなかったため、性格が歪んでしまった。金だけは充分に与えられたため、我慢を知らない性格。大統領曰く「育て方を間違えた」との事。
フジタ【藤田 源五郎（ふじた げんごろう）：『4』】
プロフィールと公式攻略本では「フジタ大臣」と表記。大統領の側にいる政治家。軍服を着ているが官僚出身で軍隊経験はない。私腹を肥やすために非道を尽くすカメダを快く思っていない。ワクチンの取り締まりを強化するのも彼。
連邦軍の兵士（れんぽうぐんのへいし）【BB団の兵士（ビービーだんのへいし）：『6裏』】
名前が無いモブキャラクター。全員同じ顔だが、画面の都合によるものでクローンではない。各地の惑星で治安維持やゲリラ討伐など様々な任務に当たっており、度々主人公と敵対する。
カビンダ曰く、「連邦の兵隊の半分ほどは市民権及び退役後の年金目当てに入隊した連中」とのことであり、多くは貧しい植民惑星の出身者やペラヘブンの失業者で構成されているという。
連邦軍の将校（れんぽうぐんのしょうこう）【番長（ばんちょう）：『9』】
名前が無いモブキャラクター。画面に1人しか登場しないが、実は戦闘画面で連邦の兵士と連邦秘密警察官共々全員同じ顔の人物が数多く登場している事が判明したが、これは画面の都合によるもの。主に艦隊指揮官として兵士と共に登場。ほとんどカメダとソネムラに忠実な悪党だが、中にはフジタに協力している善良な連邦軍の将校がいる。
連邦秘密警察官（れんぽうひみつけいさつかん）（ソルジャー：『9』）
名前が無いモブキャラクター。画面に1人しか登場しないが、実は戦闘画面で連邦の兵士と連邦の将校共々全員同じ顔の人物が数多く登場している事が判明したが、これは画面の都合によるもの。様々な惑星で活動を行う秘密警察の一員。各地のイベントでソネムラと共に登場する他にランダムで主人公を襲撃してくることも。
ハク【白 徳仁（はく のりひと）：『9』】
プロフィールと公式攻略本では「ハク総督」と表記。フローラの総督で連邦から派遣された人物。ワクチンの処理に困っており、主人公に女王モグラの討伐と引き換えにワクチンを売ることを約束する。したたかな性格。後に連邦の力が弱まると独立し、フローラの独裁者となる。
本作では常に帽子を取った姿で登場。表サクセスでは常に帽子を被っていた為にどのような頭をしているか不明だったが、実は横髪と後ろ髪が残った禿げ頭だった事が判明。

#### その他
大村（おおむら）【大村 鉄治（おおむら てつはる）：『9』】
プロフィールと公式攻略本では「大村長官」と表記。ルナリング防衛司令官。主人公にワクチンの回収を依頼する。本来は総督もいるが、作中には登場しないので実質的な最高責任者。
アオシマ【青島 三郎（あおしま さぶろう）：『9』】
プロフィールと公式攻略本では「アオシマ中佐」と表記。ルナリング軍人。各地の惑星を巡って情報収集を行っており、ペラヘブンで主人公にワクチンの情報を伝える。日数オーバーでゲームオーバーになった場合、スパイとして連邦に逮捕される。
オオガミ【大神 美智男（おおがみ みちお）：『4』『5』『8』】
ペラヘブンの実業家。ペラヘブンを運営する12人の企業家の1人。主人公に高額でワクチンを販売する。将来的な宇宙経済の崩壊を見越して反連邦グループに加わっているが、密かにカメダと通じている。ドマグニー星ではワクチン5トンと引き換えにサラマンダーの討伐を主人公に依頼する。
クラガリ【倉刈 仁志（くらがり ひとし）：『2』『3』『5』『6裏』】
フローラに単身赴任しているペラヘブン人。かつてルナリング勤務の際に受けた恩を返すため、大村長官からの依頼で主人公に惑星の案内をする。ガイドの報酬を受け取らないことを契約違反と言ったり、娘に対する愛情を金額で表現するなどペラヘブン人らしさが出ている。
実は密かにゲリラと取引をしており、連邦軍の攻撃でゲリラが劣勢になった際、主人公にヘルガの救出を依頼する。
マガツ【真賀津（まがつ）：『4』】
フローラで活動するゲリラ。ヘルガとは同郷。
タマコ【埼川 珠子（さいがわ たまこ）/迅雷 隼人（じんらい はやと）：『5』】
オーブール最強忍者として登場。「影」と呼ばれる6体のクローンがいる。
なお、オリジナルはエリとシルバー共面識が無い。通常はスズネの護衛をしているが、宇宙連邦が王宮を攻めて来た際は応戦の為に側を離れていた。
影（かげ）【埼川 珠子（さいがわ たまこ）/迅雷 隼人（じんらい はやと）：『5』】
タマコの6体のクローン。
弐番がエリの師匠として登場。シルバーと戦闘するが、一切歯が立たず殺害される。死体は焼かれた。
伍番がスズネがお忍びで町を出掛けた際に捜索部隊として登場。その後は宇宙連邦にオーブール強襲の際に対シルバー要因で戦場に投入。他の2体の影と連帯する事でシルバーと互角の戦闘を繰り広げるが、3体の中で最も未熟な故にシルバーの挑発に乗り殺害。その後は連帯が崩れ他の2体の影も殺害。
陸番がスズネがお忍びで街を出かけた際に捜索部隊として登場。
壱番、参番、肆番の名前が未登場だが、オーブール強襲の際に登場した影が核当する。
メダチ【芽舘 秦名（めだち やすな）：『8』】
ピカーリに住む人物で、ピカーリの神と崇められる男。かつてオニザメとポージング対決で5日間もの死闘を繰り広げたという伝説がある。主人公にオトコ薬という名のワクチンを販売するほか、男を上げるための様々な試練を与える。
ミサキ【安達 美咲（あだち みさき）：『5』】
パストールの薬師。本作では『5裏』『7裏』の鬼の血の設定が無く薬師の設定だけ継承。例でアキミが悲惨な目に遭うが、本作ではミサキが事件の発端にならない。
アキミ【高城 秋生（たかしろ あきみ）：『4』】
パストールで道場を開く、武術の師範アキミとして登場。主人公にミサキの護衛を頼むのが最初の登場。トウコはアキミの弟子。
トウコ共々パストールのイベントを進行して行くと当初オオカミと思われていた連続殺人事件の犯人がアキミだと判明。主人公だけで無くトウコとミサキも襲撃されてしまう。展開でアキミと一騎打ちになったり、主人公がアキミに不意打ちされ、殺害されたりする。
襲撃を撃退すると、今まで登場したアキミはパストールで根付いたディープグリーンの植物が成り代わった存在「アキミモドキ」で、本物のアキミが既に殺害されていたことが判明。植物がアキミになるために記憶を必要としたことから頭部だけ食べられ、頭部が無い死体が道場から発見される。
アキミの遺志はトウコに受け継がれ、アルバムでトウコが道場主になった。
リン（リン：『8』）
情報屋として登場。主人公とは古い知り合いで彼を高く評価している。宇宙を素手で渡り歩くのがリンぐらいらしい。妹がいるが作中には未登場。
海賊の姫君リコと対立しているが、リンは「可愛い妹」と思っていて「永遠の姉」とプロフィールに表記されている。
たかゆき【PX-001（ピーエックスゼロゼロワン）/たかゆき：『3』『5』『7』『8』】
コテツ星にいる旧式タイプのロボット。道の真ん中に立っていた主人公に故意にぶつかり機械化を要求するなど一見性格が悪いが、根は善良でコテツの現状を知ってる事からテラーの事が心配で、主人公にテラーを星から連れていくように頼む。その後は主人公とテラーにコテツの社会問題について教える。旧式の為に哲学等に興味が無く自我崩壊病も起こさないが、さすがにシステムにガタが来てあちこち直さないと駄目になっている為に生への執着が強い。
主人公の仲間に成らないが、最終決戦時はテラーに同行。
戦闘画面ではコテツのロボットが流用され、名前が「たかゆき型ロボ」になっている。
コテツのロボット【BX-A5（ビーエックスエーファイブ）：『6裏』】
コテツ星の住人の凡庸キャラクターとして登場。その出自は元々コテツ星に住んでいた人間達が自ら機械化した者とも、反乱を起こし人間の代わりにコテツ星を支配するようになったロボットとも言われるが真相は不明。
高度な思考が可能で、人間と同様に哲学的思考をする事も可能。しかしそれ故に、彼らの間で規格品で構成された体にプログラムされた記憶人格という、いくらでも替えの利く自分自身に疑問を抱き自殺する自我崩壊病が流通している。
戦闘画面では名前が「たかゆき型ロボ」になっている。
スズネ【木岡 鈴音（きおか すずね）：『6』】
プロフィールと公式攻略本では「スズネ姫」と表記。オーブールの国家元首。権力者によって傀儡として祭り上げられるが、諜報組織を利用して権力者を排除し、現在の地位を確立した。連邦のオーブールに対する監視の目をそらすため主人公に接触し、ワクチンを提供する。オーブールは過剰なまでにスズネを崇拝し、町中にスズネの立体映像が設置されている。主人公がオーブールをうろついた際に立体映像を調べようとしたら、実は本物のスズネで主人公に誤って胸を触られてしまい、大声で悲鳴を上げてしまった。これが原因で近くにいたカニ型オーブール人とフグ型オーブール人に「町中で、姫様が異星人にいたずらされた！」と誤解され、更にこのイベントでエリがいると「◯◯（主人公）さんが、私たちのあこがれの姫様にセクハラを…」とエリも誤解してしまい、しかも怒れる群集が主人公達に押し寄せて来てしまい、主人公達は仕方無く正当防衛で戦闘する羽目になる。このイベントの後にオーブールでうろつくと本物のスズネと再び会い主人公は先日の事を「不幸な事故」と謝罪したが、スズネは事故だと知っていた為に気にせず、ただ少し驚いただけだった。
宇宙連邦のオーブール侵略作戦では敗北を確信して服毒自殺を図る事があるが、アヤカかエリがいれば、服毒自殺を図る前に救出出来て救出した際は緊張の糸が切れ気絶。カビンダかテラーがいれば服毒自殺を図るが、彼らのおかげで一命を取り留める。この4人がいないとスズネは服毒自殺でそのまま死亡してしまい、救出しない場合も死亡。この際はオーブールの上層部がオーブール人を混乱させない為にスズネの立体映像でスズネが生存したと誤魔化す事になる。正史では生存して救世主の主人公に報酬でペラに野球人形のパーツにワクチン5トンを提供して、宇宙連邦壊滅に主人公と協力関係になる。
アンヌ【アンヌ・安生・アズナブル（アンヌ・あんじょう・アズナブル）：『3』】
ディープグリーンの評議会議長。父が急死したため急遽引き継いだ。実はアルベルトの妹で、兄と違い少々荒い性格だが、そこを除き性格は非常にまとも。ディープグリーン襲撃イベントを完了すると、ボブに宇宙船をプレゼントする。
カネオ、ギンジ、パルオ【荒井三兄弟（あらいさんきょうだい）/荒井 金男（あらい かねお）、荒井 銀次（あらい ぎんじ）、荒井 晴男（あらい ぱるお）：『1』『2』『3』『5』『6』『7』『8』『ダッシュ』『9』】
ノリカ星から来たスペースコックローチとして登場。全身黄色い服装を着用。主人公の船に忍び込みパーツを盗む（ランダムイベント故に回避不能、さらにプチプチでも防げない凶悪性能）。テレポーテーションが出来る為に神出鬼没。「スペースコックローチ」を直訳すれば「宇宙ゴキブリ」で、ゴキブリそのものの行動をしている。
しかし完全な悪党ではなく、最終イベントで主人公から大小2個の箱のいずれか一方をくれる。選択技が正しければ野球人形のパーツあるいはワクチンをくれるが、誤ればノリカ星の「女王の像」とマイナスアイテムを渡される。
プアゾ【智林 昭雄（ちばやし あきお）：『6』】
プロフィールと公式攻略本では「プアゾ元帥」と表記。惑星ドラッカ（交易ルートから外れているため作中では訪れることができない）の国家元首。反連邦グループの主要メンバーとなり活動を行う。終盤の定期イベントでは連邦の捕虜にされ、カメダからスズネ姫を逮捕するための証言を要求されるも拒否し、さらにカメダを挑発したため、カメダに絶対無敵弾を打ち込まれて惑星ドラッカは破壊され、自身もソネムラに射殺された。
ニンゲツ【任月 高志（にんげつ たかし）：『2』】
プロフィールと公式攻略本では「ニンゲツ会長」と表記。ペラヘブンを運営する12人の企業家の一人。コテツ星に大勢の人間を送り込んで利益を得ている。
利益を得るためカメダを支援しており、オーブール襲撃の際には襲撃部隊を率いたソネムラに協力していたが、展開によっては最終決戦時にソネムラに裏切られ連邦艦隊に攻撃される。
ジュン【夏目 准（なつめ じゅん）：『9』】
ウインダストで出会う女性。連邦に気付かれぬように密かにワクチンの販売を行う。最初は高値でワクチンを売りつけるが、街を救うと主人公を信頼し、安価でワクチンを販売するようになる。
リコの部下（リコのぶか）【ワルクロ団・団員（ワルクロだん・だんいん）：『7』】
本作では宇宙海賊リコの部下として登場。表サクセスとの違いは頭の被り物で本作では黄色い髑髏の絵が描かれた赤バンダナを巻いている。表サクセスでは「ワルワルワルワル」しか言わなかったが、本作ではまともに喋り性格もまとも。イベントでリコを慕っている事が分かる。
失業者（しつぎょうしゃ）【佐和田 勝（さわだ まさる）：『7』『9』】
スラム街で出会うペラヘブンの失業者。『9』の姿で登場。「伝道師」を名乗り自分が入手した古文書の内容（「金と女とギャンブル」「学歴」など）を広めている。主人公に拾ったガラクタやパーツ、さらにはワクチンを売りつけてくる。
イシナカ【石中 学（いしなか まなぶ）：『8』】
トウコに追われる賞金首イシナカとして登場。プロフィールによると戦い方は『8』ミニゲーム「ばんばんどーん」同様らしい。表サクセスで目立つ行動を避け行動していた為に本作でもその設定が受け継がれ、あまり目立たない。戦闘時のグラフィックも盗賊や他賞金首の流用。
なお、公式攻略本では「イナシカ」と誤植される。
サイバー忍者（サイバーにんじゃ）【忍者（にんじゃ）：『5』】
オーブール女王スズネ子飼いの暗殺集団として登場。『5』『5裏』では鋭い目付きに焦茶と緑迷彩の忍び服を着用した忍者2人が登場したが、本作では緑忍び服に刀を背負うサイバー忍者と機械化スコープを付けた水色忍び服に刀を背負うサイバー忍者2人で本作オリジナルの姿で登場。なお、機械化スコープは取り外し可能で、その際は機械化スコープを額に上げ本来の目を確認出来る。ほとんどが体の一部を機械化し、プロフィールと公式攻略本でも「サイバー忍者」と表記される。宇宙空間にしばらく放り出されても生存が可能。
後にスズネは彼等で政敵を排除して実権を握る。
エリとタマコもこの組織の一員。
ギャスビゴー星人（ギャスビゴーせいじん）【ギャスビゴー星人（ギャスビゴーせいじん）：『8』】
外宇宙からやってきたが、宇宙連邦からドマグニーの統治権と移住権を受け、先住民族のドマグニー人を支配しながら暮らしている。宇宙ワクチンが弱点であり、ドマグニーではワクチンのことを口にするだけで反逆者扱いされる。設備や人員に多大な被害を与えるため、ドマグニー人同様ピンクを恐れている。
最終決戦後は連邦が弱体化したため統治権を失いドマグニー人と共存することになり、ドマグニー人に代わりピンクに攻撃されるようになる。
『8』では星影ヒヨリのイベントの終盤で登場する端役だったが、本作ではドマグニーで頻繁に登場。
ドマグニー人（ドマグニーじん）【アンドロメダ星人の着ぐるみ（アンドロメダせいじんのきぐるみ）：『9』】
ドマグニーの原住民。紫蛸のような外見で雄雌同体だが結婚の概念はある。現在この星は宇宙連邦の使者であるギャスビゴー星人の支配下にある。のんびりした種族で欲がないためあまり仕事熱心ではない。過激派等も存在し、かつて大規模な反乱を起こしたこともあり、作中でも採掘プラントで大規模な武装蜂起を起こしている。
『9』では劇団アタッテ砕けろの野田が制作したアンドロメダ星人の着ぐるみとして登場してキャラクター扱いを受けるが、本作ではドマグニー人という宇宙人のキャラクターとして登場。
カニ型オーブール人（カニがたオーブールじん）【勝野 太一（かつの たいち）/カニ怪人（カニかいじん）：『7』『9』】
オーブールの住人として登場。バイオテクノロジーを用い惑星の適応性に適応した結果らしい。フグ型オーブール人同様スズネをアイドルのように心酔している。
主人公がオーブールを彷徨ってスズネの立体映像を調べようとした際に、実はそのスズネは本物で主人公は誤って彼女の胸を触ってしまい、主人公を「町中で、姫様が異星人にいたずらされた！」と誤解してフグ型オーブール人共々主人公達に襲い掛かる。
別のイベントで主人公がオーブールをうろつくと「オーブール自由貿易推進委員会」と名乗るカニ型オーブール人に取り引きを持ち掛けられる。内容が監獄の惑星で幽閉される科学者エーベルとワクチンを交換する事。ところが、エーベルを連れて来ると彼等は異星人排斥運動を行うテロリストでエーベルの力を必要としたのも兵器開発に協力して貰う事だった事が判明。それを咎めるか見逃すかは主人公の選択次第。ここでカニ型オーブール人を咎めると行き場を失ったエーベルが仲間になる。
フグ型オーブール人（フグがたオーブールじん）【フグ怪人（フグかいじん）：『7』『9』】
オーブールの住人として登場。一見皆同じ外見だが、単に種族が同じだけでそれぞれ別個の個体がある。皆王女であるスズネをアイドルのように心酔し、スズネの批判が僅かな物でも許されない。
ゲフェン賞金首組合受付女性（ゲフェンしょうきんくびくみあいうけつけじょせい）【主人公の母（しゅじんこうのはは）：『7』】
ゲフェン賞金首組合受付の「ゲフェン賞金首組合受付女性」として登場。表サクセス同様本名不明。表サクセスと比べ、かなり冷めた口調になっている。
ナミキ【並木 潤一郎（なみき じゅんいちろう）：『9』】
ディープグリーンの生物科学研究所職員。研究所を訪れた主人公にワクチンを販売する。他にはクラガリの上司やオーブールの王宮職員、ディープグリーンの積荷検査職員としても登場するなど、汎用性が高い人物。
ゴンダ【権田 正男（ごんだ まさお）：『9』】
ヒラヤマの上司。最終決戦時にヒラヤマに電話をかけ、ルナリングにある倉庫の商品を守るよう指示するが無視される（しかし決戦後、ヒラヤマが決戦に参加したことが会社の宣伝になったとして出世を伝える）。フグリーノのインタビューの替え玉やルナリングの民衆、オーブール人としても登場。
キカワ【木川 則夫（きかわ のりお）：『9』】
ルナリングをうろついた際に登場する商人。プロ12球団をモチーフにしたお守り（購入すると選んだお守りに応じて選手登録時の所属球団が決まる）を販売する他、投手の場合はオリジナル変化球のパーツを売ってくれる。コテツ星で機械化を志願するペラヘブン人としても登場。
ワクチン販売担当者（ワクチンはんばいたんとうしゃ）【スーパーの女性店員（スーパーのじょせいてんいん）：『9』】
ペラヘブンとフローラでワクチンを購入する際に取引を担当する女性。コテツ星のイベントでは機械化の真相を探りに来た主人公に助けられる役目も務める。オオガミの秘書でも登場。
シルバーの知り合いの男（シルバーのしりあいのおとこ）【スーパーの店員（スーパーのてんいん）：『9』】
名前通りシルバーの知り合いの男。シルバーを「姉（あね）さん」と呼び、シルバーとはかつて共に悪事を行っていた仲。現在は妻と娘の家族を持ち足を洗ったが、取引先がその事に納得しなかった模様で、更にシルバーにも恨みを持っていた事から妻と娘を人質に取られ、止むを得ずシルバーを裏切り追っ手の男とワカギを差し向けてしまう。主人公の選択技でシルバーに殺害されるかどうか決定する。
追っ手の男（おってのおとこ）（プロデューサー：『9』）
シルバーの追っ手のリーダー的存在。ワカギ共々シルバーの知り合いの男の妻と娘を人質に取り、男が止むを得ず裏切るように仕向けたが、ワカギ達30人がかりで銃撃したにもかかわらず擦り傷1つ付けられず、シルバーが怪物化した手で握り締められ、武器で殺害するように懇願したが叶わず、あっさり殺害される。
ワカギ【若木（わかぎ）：『9』】
ディープグリーンの酒場でブラッドと案内役の争いをする傭兵。ハルツグの部下とシルバーの追っ手、アヤカの雇われ傭兵としても登場するなど汎用性は高め。
ハセシマ【長谷島 丸居（はせしま まるい）：『9』】
ディープグリーンで出会う老人。主人公にワクチンを製造している研究所の情報を教え、森で迷い戻ってきた主人公に「研究所へ道案内役を用意するべき」と進言。
イソダ【磯田 修一（いそだ しゅういち）：『2』『5』『7』『8』】
イベントで登場する商人。惑星のうろつきイベントで「行き先が変更になった」との理由で所有する貿易商品を主人公に安価で販売する。また、ワクチンを販売することもある（ただしこちらの場合、連邦軍の囮捜査の場合もある）。

### 惑星
ルナリング
主人公の母星となる宇宙ステーション。防衛司令官は大村。人口2000万人の独立都市である。最近は連邦との外交関係が悪化してきており、そのため連邦はルナリングへの宇宙ワクチンの禁輸政策をとられ、さらに連邦による資産凍結もされてしまい、宇宙ワクチンを集めるための資金も無くなってしまった。そのため、主人公は貿易を行ってワクチンを集めることになった。特産品は存在しないが、全ての貿易商品が原価より若干高く売れる。
ペラヘブン
人口9000億人の星。宇宙経済の中心地で、企業論理と拝金主義が支配している。ペラヘブンの建物は全てつながっており、建物の外は開発のやりすぎで、人間の住めるような環境ではないらしい。連邦とのつながりが強い。特産物は万色キャンディ。
コテツ星
ペラヘブンにつぐ工業都市。星についてのデータはほとんどないが、住民はテラーなど何人かを除いて、大半はロボットである。ある事情で、ロボットの自殺が社会問題になっている。特産品はコテツプラグ。
ドマグニー
火山の惑星で、宇宙で重要な資源の供給惑星。現在はギャスビゴー星人と連邦が手を組んでこの星を支配していて、ドマグニー人とギャスビゴー星人との対立が続いている。特産品はドマオイル。
ピカーリ
星はクリスタルから作られている綺麗な星。オニザメが神で讃えられる。住民は全員ナルシストで美的感覚がおかしい。ワクチンの存在は知らないが、メダチの売るオトコ薬をワクチンと知らずに飲んでいるため健康そのもの。特産品はピカクリスタル。
パストール
田舎の星で高級な調味料を作っている惑星。連邦の介入によって開発が進んでいる。一見平和でのどかな惑星に見えるが、ハルツグとトウコのイベントを進ませることでこの星の真の姿が見えてくる。特産品はミラクルスパイス。
ウィンダスト
かつては繁栄していた惑星だったが、連邦に人工太陽という爆弾を投下され現在のような砂漠の惑星になってしまった。全体の4分の3が砂漠で覆われており、各地には砂漠化する前に使われていた遺跡が残っている。特産品はサンダスト。
ディープグリーン
テラフォーミングに失敗し植物だらけの惑星となった（実態は惑星自体を実験台にしただけ）。その植物は焼こうとしても焼けなかったり有毒ガスが発生するので取り除くことができない。植物が進化を遂げていて、マンイーターから動物モドキに変身する植物もいる。特産品は人食いバナナ。
フローラ
元は強大な国だったが、連邦との戦争の影響で氷河期に入ってしまった惑星。現在は連邦が管理している。連邦に逆らうゲリラやゲリラ狩りのため連邦がばら撒いた合成獣などの危険がある。特産品はコスモカーボン。
ゲフェン
連邦の犯罪者収容惑星。賞金稼ぎ組合があるのもここ。地上に降りられるのは連邦の兵士や役人のみ。特産品は高級家具。
オーブール
リゾート地として知られる水資源が豊富な惑星。トップはスズネ。連邦とのつながりも太い。宇宙一と謳われる諜報組織を擁する。特産品は姫水。
アステロイドベルト
またの名を小惑星帯。連邦に襲われた船がここに逃げ込んで助かったという話や、ここで待ち構えた海賊に襲われたという話が絶えない。沈んだ船から流れた金目の物が漂流しており捜索することが可能だが、海賊が潜んでいたり小惑星との接触事故が発生するなど危険が多く、運が悪いと到着時に海賊に強襲されることもある。貿易はできない。
デスパレス
宇宙連邦首都であり移動要塞。宇宙連邦治安大臣がカメダ。宇宙連邦秘密警察がソネムラ。ルナリングより小さいが、いくつもの星を焼き払った無敵の宇宙要塞である。貿易はできず、留まっていると攻撃されることがある。

## ミニサクセス（少森寺編）
このサクセスは試合が一切なく、ただひたすら練習とミニゲームをするだけの簡易サクセスである。システムはタッチペンを使用した格闘ゲーム。開始前の設定で選手の体の色は常に肌色のままで、名前入力の漢字変換と命名機能もない。
『6』裏サクセス「謎の『しあわせ島』編」同様このサクセスは表サクセスと繋がり、時系列は『8』の時期と重なり、『9』の前日譚になる。
クリア条件は「40日間経過させる」という点のみだが、途中「心」が100か0になったり、「体力」が0になって怪我をするとその時点でゲームオーバーとなる。
このサクセスはおまけのダウンロードで他の人に同時で最大4人まで配信することができ、内容はそのままで最後まで遊ぶことができる（ダウンロード版にはセーブコマンドの代わりに最初からやり直しにできるコマンドになっている他、プレイ終了後にこのソフトの宣伝の部分が追加されている）。
実行ターンが40日しかないのであまり強い選手は作れないが、作成期間が他のサクセスに比べ格段に短く済むためパワポケポイント集めには最適である。また、このサクセスでクリアした選手を俺ペナでプレイすると「センス○」の特殊能力がもらえる（製品版のみ）。
このサクセスは元々、イベント等の配信用に作られたもので本来は収録しないはずだったが、「もったいない」という理由で詰め込んだ逸話がある。また、イベント等で遊ぶことが出来なかった人に配慮して収録することになった経緯もある。そのためにEDも1個だけでミニサクセスが収録されたのが本作だけになっている。

### あらすじ
夏の地区大会に敗北し、秋大会勝利のためにチームメイトと共に野球部の合宿で小森寺（こもりでら）へ向かうはずだった主人公。しかし、寝坊をしてバスに乗れず誤って少森寺（しょうしんじ）へ来てしまう。少森寺は一度門をくぐった者は修行を終えることなく外の世界へは帰れない。こうして夏休みの40日間、主人公は少森寺で修行することになった。

### 登場人物
主人公（しゅじんこう）
小森寺（こもりでら）と間違え少森寺（しょうしんじ）に来て入門、修行する羽目になった野球少年。初めのうちは何度も少森寺からの脱出を試みるもことごとく失敗。結局40日の間誰も迎えに来なかったが、その理由が「おもしろそうだから」というのでなおさら不憫。修行をしない間に野球の練習をし、光山の嫌がらせを受けても頑張る、それどころか彼と仲良くなろうとするポジティブな精神の持ち主。修行のおかげで球速145キロの球を軽々と打ち返すことができたり、遠くからのボールも悠々キャッチできるようになるなど優れた反射神経を手に入れた。
三田 輝家（さんだ てるいえ）
夏休みの間、少森寺に修行しに来た高校生。本サクセスにおける相方メガネ枠。相棒では初めて帽子を取った姿で、とがった坊主になっている。弱気で心配性な性格であり、事件に巻き込まれやすい。将来は一人静かにマニアライフを楽しむのが夢。
中学時代は「ダメイエ」と呼ばれ、効率よく休息出来ない厄介なイベントがある。
対決房で先生4人を撃破するとランダムイベントで戦うことが出来る（作中の対戦相手の中では最弱だが、獲得できる経験点は多い）。ミニゲームでの呼び名は「饒舌なる三田」。
同級生（どうきゅうせい）
主人公の親友で、野球部所属の同級生。本名不詳。親戚の「小森寺」という寺で夏休み中主人公を除く野球部全員で特訓する。主人公が居ないことに気付かず合宿を続行した。
夏休みが終わった後に少森寺から帰ってきた主人公の強さを見て、自分も少森寺に入門する事を決意する。
主人公の母（しゅじんこうのはは）
その名の通り主人公の母。三田の策略で主人公が電話を掛けるイベントで母と連絡する事に成功するが、野球部には連絡を入れた上で「せっかくだからその寺で修行して来なさい」という理由で主人公を放置する。怪しげな寺で拘束されている主人公を心配すらしない、かなりの大物。
寺門 男（じもん だん）
主人公が寺を訪れて最初に会う修行僧。産まれてすぐ少森寺の前に捨てられ、それ以来修行を続けている。「寺門」という名前は寺の門の前にいたということからつけられた。寺から出たことがないので、外の世界のことは全く知らない。主人公や三田から外の世界について教えてもらうイベントがあり、主人公とキャッチボールをすることも。
外の世界を知った後は師匠に許しを貰い夜に寺を去っていく。本作は『9』の前日譚である為に、本作で登場した寺門は『9』の前日譚の寺門で髪も丸坊主。
光山 平七（みつやま へいしち）
少森寺の主人公達の先輩。中国拳法マニアで、それ以外の格闘技は嫌い。拳法の知識はかなりのものだが実力が伴っていない。素人なのに自分よりどんどん上達していく主人公を妬み何かと嫌がらせをしてくる。回復房で主人公に絡んできたり、先輩として主人公に拳法を無理やり教えようとする（どの選択肢を選んでもロクな結果にならない）など、厄介なイベントが多い。
二度に渡る対決の末に先生から諭され改心するが、詫びの姿勢は一度も見せなかった。ミニゲームでの呼び名は「宿命の星光山」。
その後の「少森寺八連闘」で主人公が師匠に勝利して「少森寺八連闘」を完遂した事に驚いた。
松竹 珍（しょうちく ちん）
少森寺の主人公達の先輩。格闘家にとって首の筋肉が重要と思い首ばかりを鍛えた結果、胴体と繋がる事になった。どこからどう見てもキノコである。その為に主人公から「キノコ」、苗字が「松竹」である事から、三田から「マツタケ先輩」と呼ばれる。
光山同様短気で、事あるごとに主人公を理不尽に殴る。連続イベントの選択肢によっては対決する事になる。ミニゲームでの呼び名は「そそり立つ松竹珍」。主人公が戦闘に勝利すると、主人公が自分より強い事に驚き逃走した。
チャン太（チャンた）
玄武房の先生。先生の中で最も若く控えめだが、真面目で熱い性格。修行においてまず体力、そして忍耐が必要と考えている。かつて両親に寺に預けられたため両親を憎んでいるが、実際には様子を見に来る親を心配している。
女性の水着写真を見るだけで鼻血が出るほどウブ。体質を改善するため生徒から写真集を没収し、修行のためと幹部会議中にもかかわらず観賞してしまい、他の先生や師匠から叱責される。
少森寺八連闘では四番手を務める。ミニゲームでは「破天荒チャン太」と表示されている。
双 利一（そう りいち）
青龍房の先生。とにかく速さを追求しており、力や技術は速さの前には無意味と思っている。「シュッ！」が口癖で普段から早口で喋っている（作中の会話表示やスクロールも非常に速い）が、よく口の中を噛むようで1年に2回ほど口から血を流している姿を目撃されている。
少森寺八連闘では五番手を務める。ミニゲームでの呼び名は「神速の双」。
六学院 竹助（ろくがくいん たけすけ）
白虎房の先生。昔は貧弱な体格だったが、少森寺に入ってかなりの筋肉体系となった。元は和食料理店の三男坊。料理と野菜作りが得意。
少森寺八連闘では六番手を務める。ミニゲームでの呼び名は「堅牢なる六学院」。
進藤 英智（しんどう ひでとも）
朱雀房の先生。技術において優れ、4人の先生ではトップに立ち性格もまとも。病弱な姉が原因で医学の知識を得て寺を離れるが、後に戻ってきた。ハリセン状の扇子が武器。
少森寺八連闘では七番手を務める。ミニゲームでの呼び名は「流麗なる進藤」。
師匠（ししょう）
少森寺の僧院長。本名不詳。柔和な性格だが融通は利かない。師匠と呼ばれているものの、技は滅多に出さない。非常に歯が強いという特徴を持つ。
少森寺八連闘では最後の相手を務める。ミニゲームでの呼び名は「門外不出の師匠」。
修行僧（しゅぎょうそう）
少森寺の修行僧として登場するモブキャラクター。丸い坊主頭の男と細長い顔の男の2種類が存在する。

## 収録選手
選手名および球団名は2006年9月中旬当時のデータを搭載したものである。ヤクルトスワローズが東京ヤクルトスワローズに変更された。

## スタッフ
- 企画 - パワポケチーム
- ストーリー進行 - 西川直樹
- ストーリー作成 - パワポケチーム員
- プログラム - 岩碕一男、西川直樹、三浦陵介、博多幸博、山本拓
- グラフィック - 藤岡謙治、萩原千香子、大木賢二、島津豪、西村正竜
- サウンド - 大久保悟、広野智章、弓島隆子、北川保昌、荒木茂、木村雅彦
- ウグイス嬢 - 吉川朋江（セイ）
- パッケージ - 田中盛介
- マニュアルデザイン - 村上幸秀
- HP制作 - 内藤聡子
- 広報 - 服部明美、松村謙、豊開修、小津貴央
- ライセンス - 荒木茂
- 選手データ作成スタッフ - パワプロプロダクション選手データ班
- 販売 - ゲームソフト営業部のみなさん
- パワプロプロダクション - 上原和彦
- パワプロクンポケット9 責任者 - 藤岡謙治
- パワポケチーム
- (C)2006 Konami Digital Entertainment Co., Ltd.
- KONAMI